# Jânio Quadros
Jânio Quadros, född 25 januari 1917 i Campo Grande, Mato Grosso do Sul, Brasilien, död 16 februari 1992 i São Paulo, Brasilien, var en brasiliansk politiker som var landets president 1961. 

## Biografi
Quadros blev som guvernör för delstaten São Paulo känd för sitt radikala sätt att effektivisera förvaltningen. Han vann en överlägsen seger i presidentvalet 1960 och var Brasiliens president från 31 januari till 25 augusti 1961. Han lämnade sitt ämbete sedan hans radikala reformprogram röstats ned av den konservativa nationalkongressen. År 1964 berövades han sina politiska rättigheter och deporterades 1968.